# 鬼臉天蛾屬
鬼臉天蛾屬（学名：Acherontia)，亦稱為人面天蛾、面形天蛾或是骷髏天蛾，是鱗翅目天蛾科的一属，主要特征是胸部背面有一明显的骷髅形纹。
幼蟲有分成綠色或褐色，會以多種植物為食，長成成蟲時大約有7~10天壽命。
鬼臉天蛾受到驚嚇時，會發出叫聲嚇唬天敵。
鬼脸天蛾属昆虫因其奇异的外形而常常成为邪恶的象征，出现在文学和影视剧中。例如1991年美国電影《沉默的羔羊》中变态杀人狂“水牛比尔”家中饲养的就是鬼脸天蛾。

## 物種
- 赭带鬼脸天蛾（Acherontia atropos）[2]
- 芝麻鬼脸天蛾（Acherontia styx）[3]
- 鬼脸天蛾（Acherontia lachesis）[4]

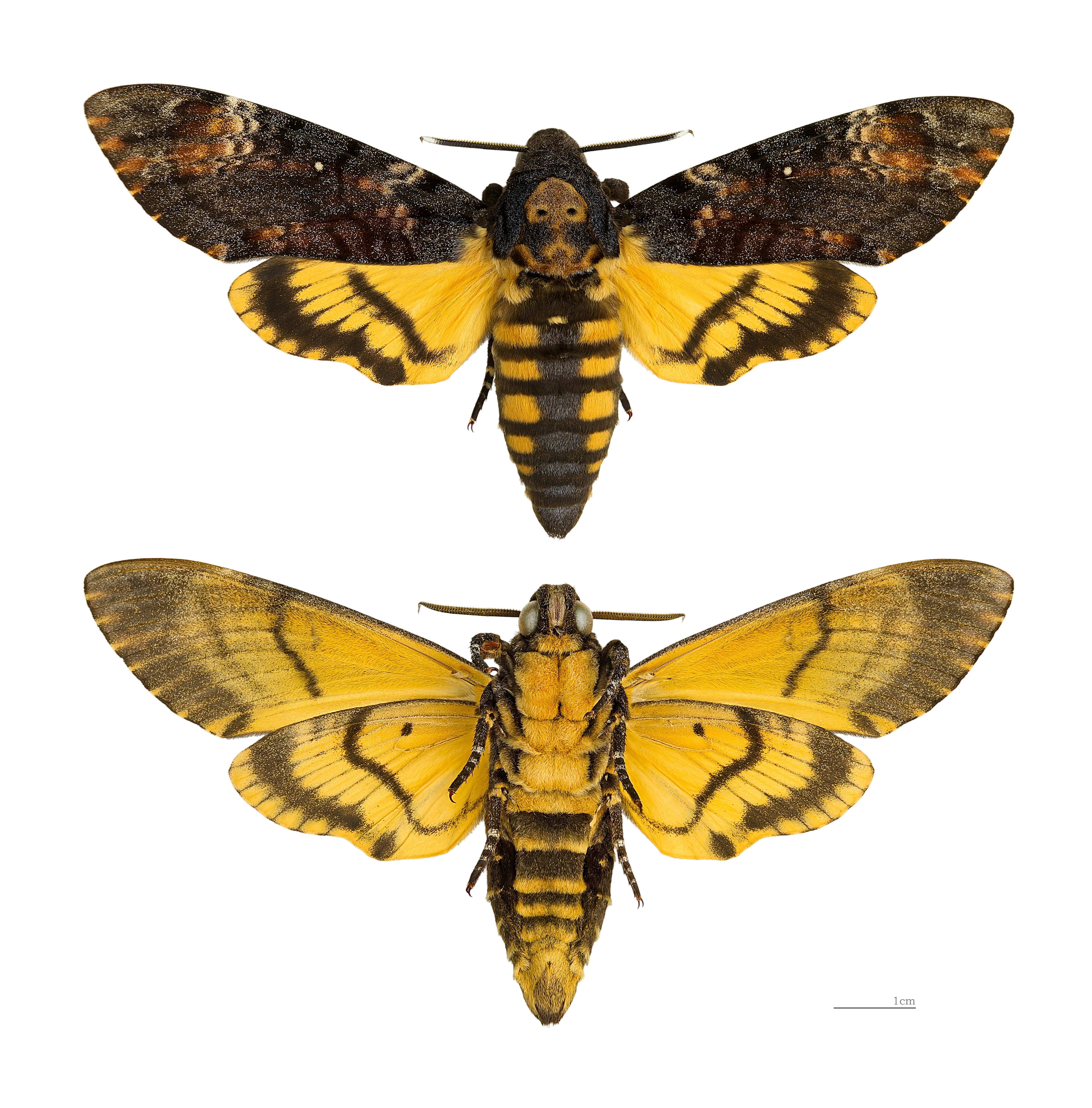
赭带鬼脸天蛾
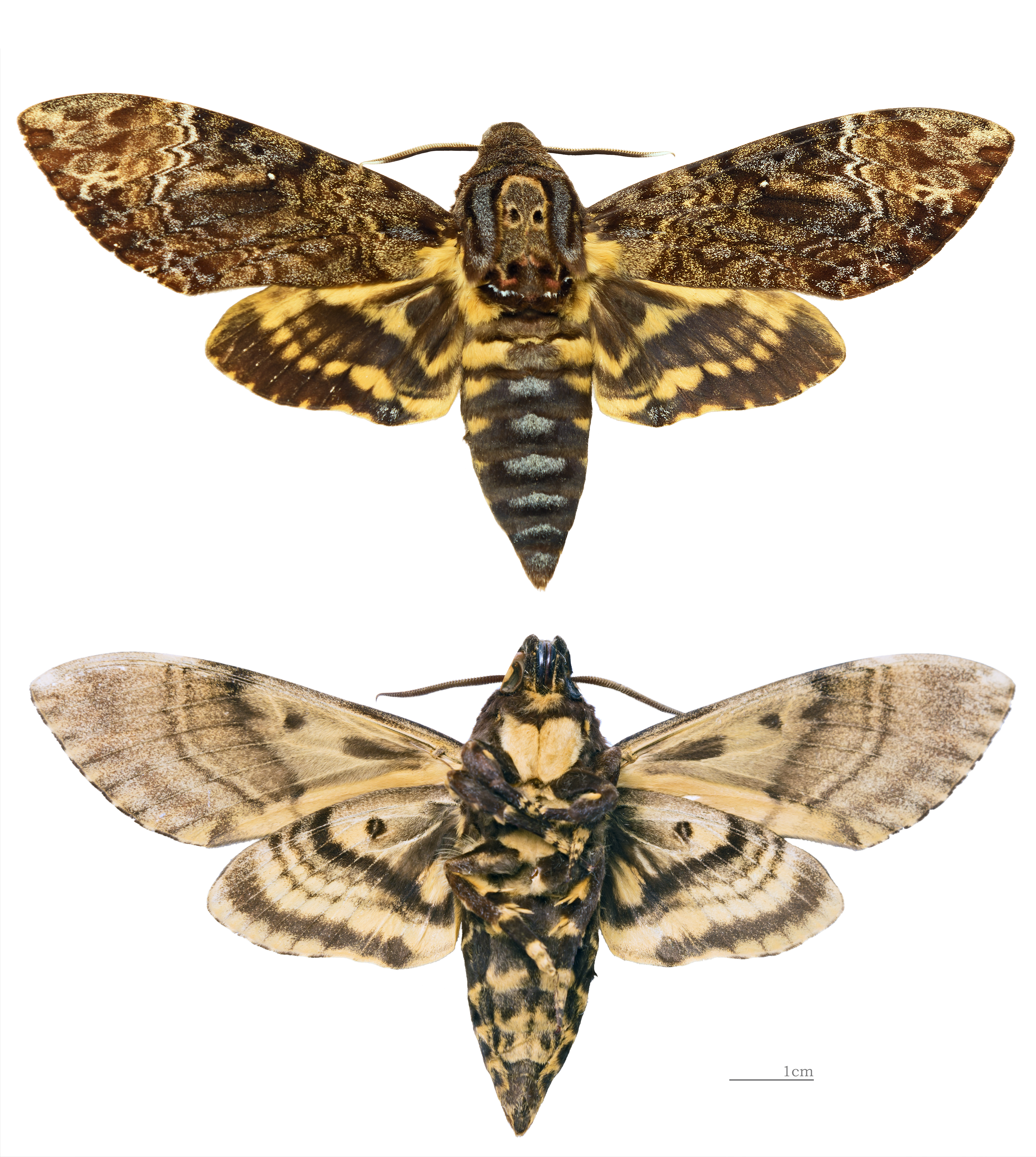
鬼脸天蛾
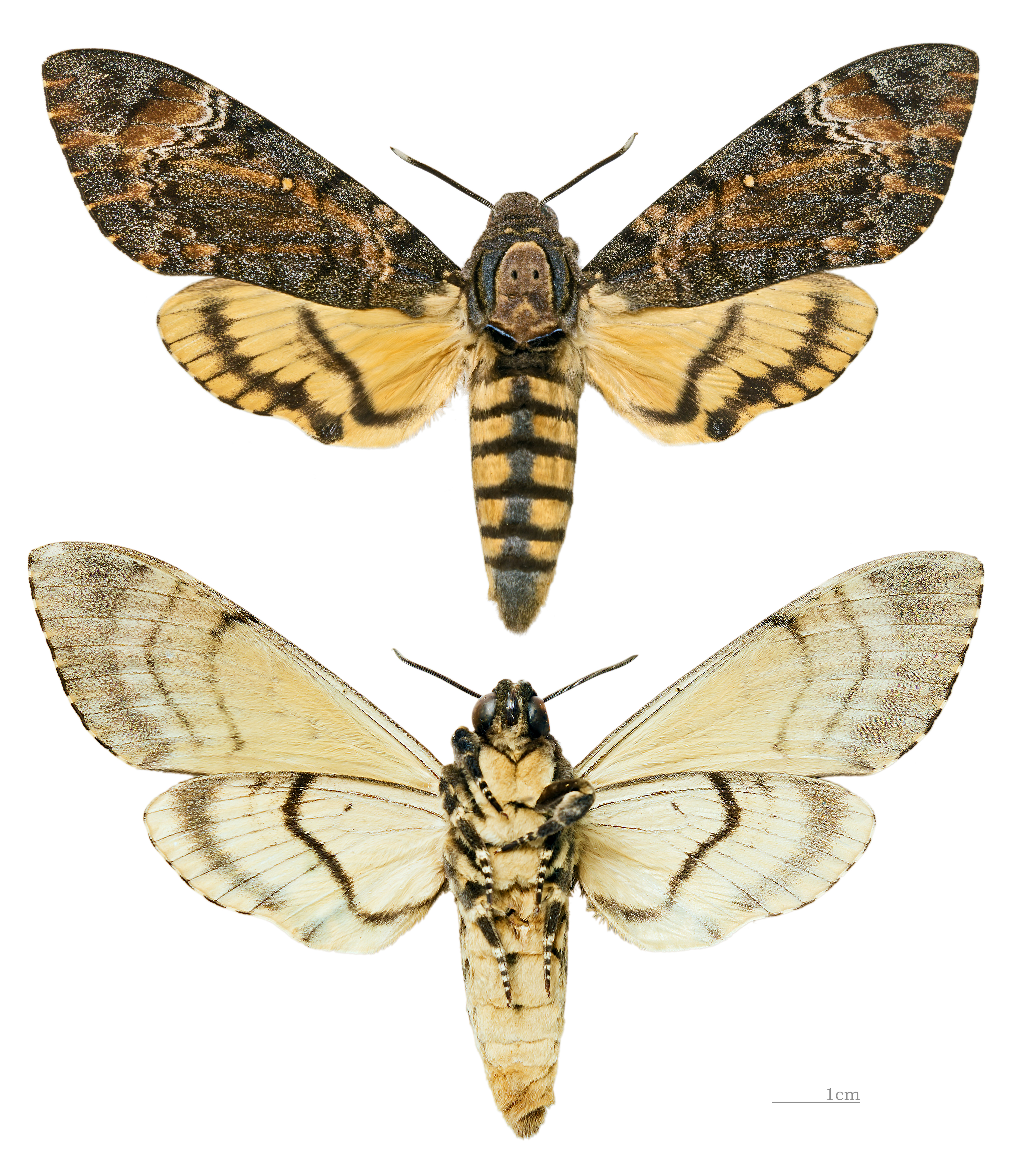
芝麻鬼脸天蛾